# Pierre Palmade
Pour les articles homonymes, voir Palmade.
Pierre Palmade est un humoriste, auteur de théâtre, metteur en scène et acteur français, né le 23 mars 1968 à Bordeaux.
Révélé comme humoriste à la fin des années 1980, il devient célèbre et multiplie les apparitions à la télévision. Au théâtre, il écrit, met en scène et interprète de nombreuses pièces avec Michèle Laroque et Muriel Robin, notamment la série composée d’Ils s'aiment et ses suites ; il est plusieurs fois nommé aux Molières.
En février 2023, sous l'empire de stupéfiants, il provoque un accident de la route pour lequel il sera jugé coupable de « blessures involontaires aggravées » et condamné à cinq ans de prison, dont deux ferme.

## Biographie

### Enfance et formation
Pierre Palmade naît le 23 mars 1968 à Bordeaux. Sa mère, enseignante d'anglais, est d'une famille originaire de Paris, Houplines (Nord), Nantes et Fontenay-le-Comte.
Son père, obstétricien originaire des Pyrénées-Orientales, est muté à Dax en 1975. La famille s'installe alors à Mimbaste (Landes). Une nuit d'août 1976, en revenant d'un accouchement, il meurt dans un accident de la route alors que Pierre a huit ans.
De retour à Bordeaux, Pierre fréquente l'école Paul-Antin, le collège Alain-Fournier puis le lycée Michel-Montaigne. Il a deux jeunes sœurs, Hélène et Claire.

### Débuts et succès
À 18 ans, Pierre Palmade rencontre Sylvie Joly au théatre Tristan-Bernard, à Paris, qui le prend comme élève.
Il se révèle à Bordeaux en juin 1987 lors de la première Nuit du théâtre, organisée par Jean-Pierre Terracol, directeur artistique du théâtre La Lucarne, puis par ses sketches Sucré, salé, qui rencontrent un succès local ; il  abandonne sa prépa HEC pour partir à Paris.
Il apparaît à la télévision en 1988 dans l'émission la Classe sur FR3 où il rencontre de futurs collègues, dont Michèle Laroque et Jean-Marie Bigard.
Après les années 1980, où les humoristes donnent dans les satires politiques et la bouffonnerie contestataire, Palmade s'affirme sur scène  par un comique de personnages et de situation. En 1991, il écrit une pièce pour Jacqueline Maillan, Pièce montée.
Après de très nombreux succès en one-man-show (Ma mère aime beaucoup ce que je fais, On s'connaît ?, Passez me voir à l'occasion), il triomphe avec Michèle Laroque dans deux spectacles écrits avec sa complice Muriel Robin : Ils s'aiment (1996) et Ils se sont aimés (2001). Ces spectacles seront plusieurs fois nommés aux Molières et aux Victoires de la musique.
Il écrit également pour d'autres artistes tels Jean-Marie Bigard, Mimie Mathy et Guy Bedos. Il inspire et coécrit notamment tous les sketches des one-woman-shows de Muriel Robin. En 1995, il écrit et joue la pièce Ma sœur est un chic type avec Dominique Lavanant, et écrit les dialogues du film Pédale douce (1996).

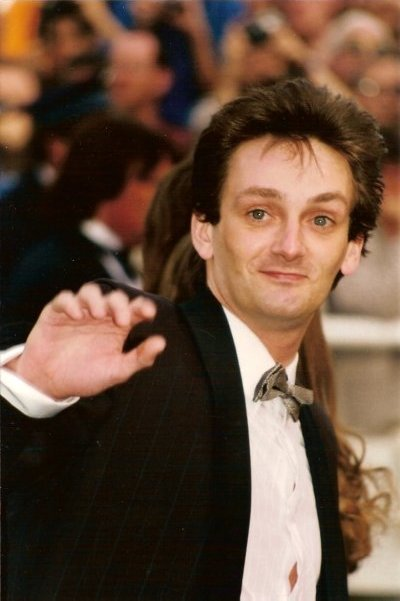
Pierre Palmade au festival de Cannes 1994.

De 1993 à 2009, en 2013, en 2015 et 2016, puis 2020 et 2021, il participe également aux spectacles des Enfoirés.
En 1998, il joue le rôle du barde Assurancetourix dans Astérix et Obélix contre César.
En 2001, il sort le single J'te flashe, j'te love, écrit avec Jean-Michel Jarre. Il s'agit d'une reprise :  créé et composé par le groupe The Vizitors (dont Jean-Michel Jarre était l'un des membres fondateurs), le morceau repris s'intitulait My name is Arthur et avait été composé en 2000 pour un concert donné au Japon le 31 décembre 2000. Il s'agissait d'un hommage à Arthur C. Clarke, pour la nouvelle année 2001, en référence à l’œuvre de celui-ci,.
Après son spectacle Mes premiers adieux (2000), ses envies se portent davantage vers la comédie : Au secours, j'ai 30 ans ! (2004), Trois pères à la maison (2004), etc.

### Le renouveau

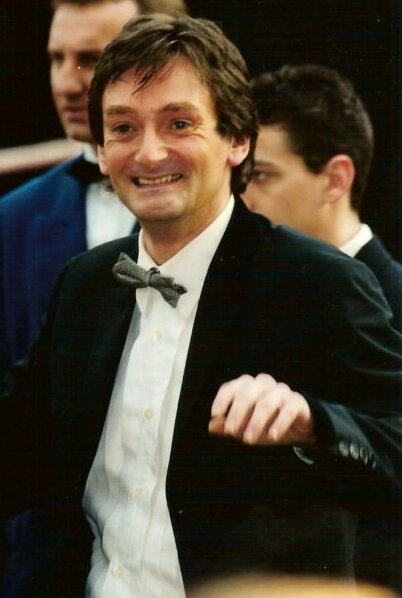
Pierre Palmade en 2004.

À 37 ans, l'humoriste choisit de « changer de vie ». Il rompt avec une vie très festive et se tourne dans le même temps vers de jeunes comédiens. En 2005, il met ainsi en scène Brice Hillairet et Cédric Cizaire dans Ils jouent Palmade. Ils reprennent sur la scène du Point-Virgule quelques textes de son début de carrière.
De septembre 2005 à avril 2006, il joue avec Isabelle Mergault, la pièce Si c'était à refaire de Laurent Ruquier, au théâtre des Variétés. Après avoir vu cette pièce,  Pierre Richard lui demande d'écrire pour eux deux. Il lui présente Christophe Duthuron avec qui Pierre Palmade écrit Pierre et Fils, spectacle que les deux Pierre jouent avec succès de 2006 à 2008, puis Fugueuses (2007), interprétée par Line Renaud et Muriel Robin.
De septembre à décembre 2007, il présente Made in Palmade sur France 3 chaque dimanche à 20 h 20. L'émission est arrêtée faute d'audience mais Pierre Palmade décide d'écrire une pièce pour les participants de l'émission et pour lui-même. Le 9 octobre 2008, il fait ainsi sa grande rentrée sur la scène du théâtre Fontaine avec Le Comique, pièce dont il est l'auteur et qu'il interprète avec sa troupe de jeunes comédiens : Delphine Baril, Anne-Élisabeth Blateau, Noémie de Lattre, Bilco, Sébastien Castro, Jean Leduc et Arnaud Tsamere. La pièce est mise en scène par Alex Lutz et Pierre Palmade y évoque sa vie festive avec humour .
En 2008, il joue le rôle de Jacques Chazot dans Sagan de Diane Kurys auprès de Sylvie Testud.
Le 20 février 2010 est diffusé sur France 2 Le Grand Restaurant, un divertissement de première partie de soirée écrit et joué par Pierre Palmade. Il s'agit d'un nouveau genre de divertissement relatant la vie d'un grand restaurant. Les personnages sont des célébrités du cinéma, du théâtre et de la chanson, mais avec des rôles écrits sur mesure par Pierre Palmade. L’émission s’est imposée en tête des audiences de première partie de soirée en rassemblant 4,89 millions de téléspectateurs, soit 22 % de part d’audience moyenne. Cette émission a été réalisée par Gérard Pullicino.

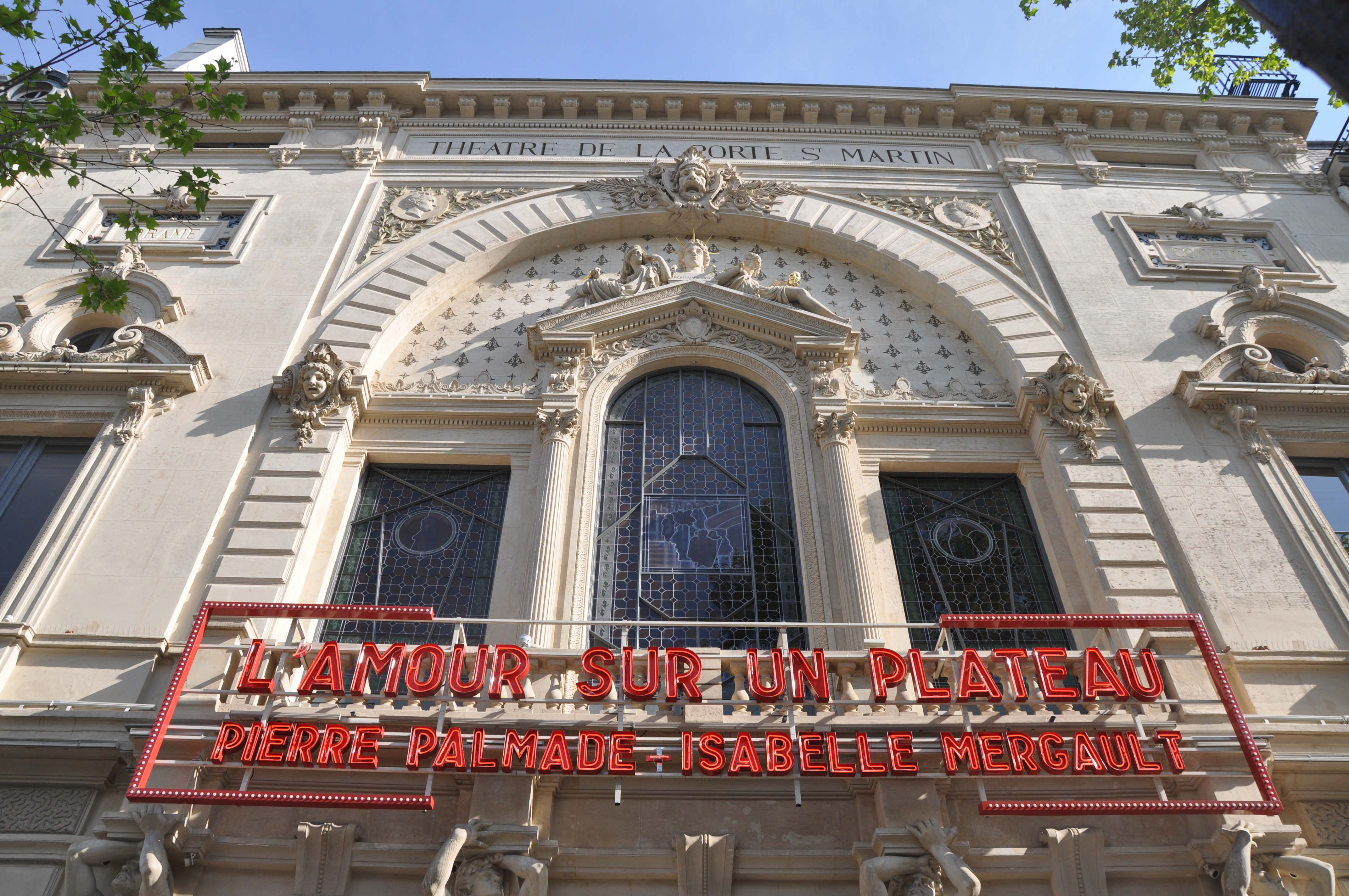
L'Amour sur un plateau à l'affiche du théâtre de la Porte-Saint-Martin.

Après dix ans d’absence, Pierre Palmade revient seul en scène dans un one-man-show intitulé J’ai jamais été aussi vieux, joué du 7 au 24 octobre 2010 au Palace à Paris puis du 11 décembre au 1er janvier 2011 aux Bouffes-Parisiens, ainsi qu'en tournée en France, Suisse, Belgique et Maroc. Il enchaîne à partir du 28 janvier 2011 une nouvelle comédie de et avec Isabelle Mergault, L'Amour sur un plateau, au théâtre de la Porte-Saint-Martin à Paris.
En juillet 2013, il joue au théâtre Tristan-Bernard, dans L'Entreprise, de et par la Troupe à Palmade, des textes coécrits par Bilco, Anne-Élisabeth Blateau, Guillaume Clerice, Julien Ratel et Sarah Suco.
Dans Le Fils du Comique, qu'il joue à partir du 27 septembre 2013 avec Anne-Élisabeth Blateau et Camille Cottin au théâtre Saint-Georges, dans une mise en scène d'Agnès Boury, il incarne à nouveau son alter ego de sa pièce Le Comique, Pierre Mazar, cette fois en quête de procréation.

### Vie privée
Pierre Palmade épouse en 1995 Véronique Sanson, malgré son homosexualité (qu'il rendra publique en 2008). Ils se séparent six ans plus tard et divorcent en 2004.
En 2010, dans son one-man-show J’ai jamais été aussi vieux, il affirme : « Boujenah, Elmaleh, Jamel ont bâti leurs spectacles sur leurs racines, leur identité, eh bien moi, mon identité, c’est mon homosexualité ».
En 2018, il confie au magazine Têtu qu'il se trouvait « romantiquement hétéro et sexuellement homo ».
Dans son autobiographie Dites à mon père que je suis célèbre (2019), il dévoile son addiction à l'alcool et à la cocaïne, et ses tentatives de désintoxication.
En 2020, dans son spectacle Assume bordel, il met en scène la difficulté d'être homosexuel. Il déclare qu'il aurait parfois préféré être hétérosexuel car, mal à l'aise dans le milieu gay, il s'y est créé des inimitiés,.

## Engagements humanitaires et politiques
Le 26 février 1993, il intervient pour la première fois avec le groupe Les Enfoirés qui soutiennent l'action des Restos du Coeur, pour la soirée spectacle Les Enfoirés chantent Starmania. Ensuite, il participe à de nombreuses représentations annuelles de la troupe Les Enfoirés puis au début de l'année 2017, il annonce qu'il n'a plus envie d'y participer, car il ne reconnait pas « ses copains » parmi les nouveaux artistes. Toutefois, il participe ponctuellement à des représentations des Enfoirés en 2020 ou 2021 et prévoit son retour pour l'édition 2023.
À partir de 2004, Pierre Palmade soutient la candidature de Nicolas Sarkozy. Dans une interview donnée en mai 2019, il avoue toutefois que son engagement à droite relèverait d'un certain « conformisme bourgeois » et il reconnaît la relative « immaturité » de son positionnement citoyen et politique, notamment celui qu'il a adopté en faveur de Nicolas Sarkozy puis d'Emmanuel Macron.
En septembre 2020, il soutient l'association Le Refuge qui intervient matériellement et psychologiquement pour prévenir l’isolement ou le suicide des jeunes LGBT+, âgés de 14 à 25 ans, victimes d’homophobie ou de transphobie et en situation de rupture familiale.

## Affaires judiciaires

### Condamnation pour usage de stupéfiant
En 1995, Pierre Palmade est condamné à une amende de 20 000 francs pour « usage de stupéfiants ».

### Fausse accusation de viol et usage de stupéfiant
En avril 2019, il est interpellé à la suite d'un différend avec un étranger en situation irrégulière de 19 ans, avec qui il avait passé la nuit et qui l'accuse de viol,. Après une enquête de flagrance, sa garde à vue est levée et son accusateur reconnaît avoir menti,. Ayant pris de la cocaïne lors de cette soirée, Pierre Palmade fait l'objet d'une procédure dite de plaider-coupable pour « usage et acquisition de stupéfiants » et est condamné à 1 500 € d'amende pour ce motif,.

### Condamnation pour blessures involontaires
Le 10 février 2023, dans une ligne droite, la Peugeot 3008 conduite par Pierre Palmade se déporte à gauche et percute frontalement un autre véhicule sur la D372 entre Perthes et Villiers-en-Bière, à quelque cinq kilomètres de sa maison de Cély (Seine-et-Marne),. 
À bord du véhicule percuté, un homme de 38 ans, son fils de six ans et sa belle-sœur de 27 ans, enceinte de six mois et dont le bébé est mort avant son accouchement en urgence par césarienne, sont gravement blessés et garderont des séquelles importantes,.
Pierre Palmade, lui-même blessé, est testé positif à la cocaïne et aux drogues de synthèse, dont la 3-MMC,,, résultat de trois jours de chemsex,. Le 15 février, son domicile est perquisitionné et il est placé en garde à vue. Deux jours plus tard, il est mis en examen pour « homicide involontaire et  blessures involontaires par conducteur ayant fait usage de produits stupéfiants en état de récidive légale » et assigné à résidence au sein du service d'addictologie de Villejuif. Les deux amis qu'il transportait et qui s'étaient enfuis après l'accident sont placés sous le statut de témoins assistés.
Victime d'un accident vasculaire cérébral le 25 février 2023, Pierre Palmade est placé en détention provisoire le 27 février, mais remis en liberté sous contrôle judiciaire le 7 mars tout en poursuivant sa désintoxication à l'hôpital Pellegrin de Bordeaux où il s'est installé pour se rapprocher de sa famille.
Le 10 novembre 2023, l'enquête est bouclée. Fin mai 2024, Pierre Palmade est renvoyé devant le tribunal correctionnel de Melun pour  « blessures involontaires [...] par conducteur ayant délibérément violé une obligation particulière de prudence ou de sécurité et ayant fait usage de produits stupéfiants »,,. 
Le 20 novembre 2024, il est condamné à cinq ans de prison dont deux ferme et trois avec sursis probatoire. La peine est assortie d'une triple obligation de soins, d'exercer une activité professionnelle et d'indemniser les victimes, ainsi que de l'annulation du permis de conduire avec interdiction de lui en délivrer un pendant cinq ans et d'un mandat de dépôt à effet différé avec exécution provisoire,,. Il n'a pas fait appel.
Incarcéré le 9 décembre au centre pénitentiaire de Bordeaux-Gradignan, Pierre Palmade en sort le 16 avril 2025, au lendemain de la décision de la chambre d’application des peines de la cour d'appel de Bordeaux d'aménager sa peine, qu'il poursuivra à son domicile sous bracelet électronique, , , , confirmant une décision de première instance contre laquelle le parquet avait fait appel.
Mêlant sexe, drogue et célébrité, ce fait divers a défrayé la chronique pendant plusieurs semaines. Pour le seul mois de février 2023, cette affaire a été « mentionnée plus de 30 000 fois dans les médias » , et 800 000 fois en un mois, réseaux sociaux compris, conduisant le procureur, les avocats de victimes, les militants associatifs, mais aussi des rédactions à dénoncer la pression excessive exercée par les médias.

## Théâtre

### En tant qu'acteur

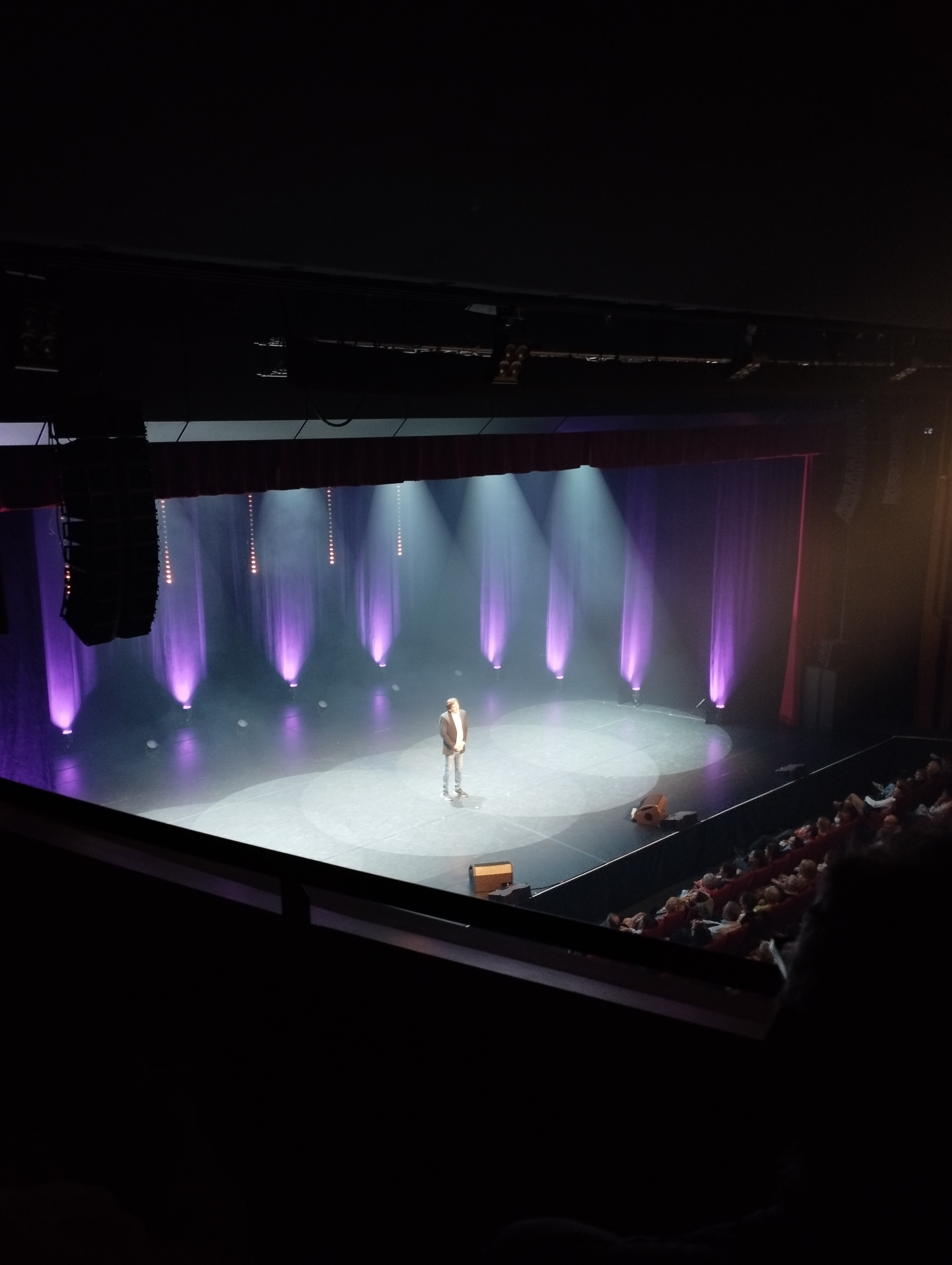
Pierre Palmade lors du spectacle Pierre Palmade and Friends au théâtre d'Yerres en octobre 2022.

- 1988 : Sucré Salé de Pierre Palmade au théâtre La Lucarne à Bordeaux
- 1989 : Ma mère aime beaucoup ce que je fais de Pierre Palmade, mise en scène Sylvie Joly, théâtre du Point-Virgule
- 1990 : On se connaît ? de Pierre Palmade, mise en scène Didier Long, Palais des glaces
- 1991 : Un point, c'est tout de Pierre Palmade et Muriel Robin, mise en scène Roger Louret
- 1991 : One man show de Pierre Palmade, mise en scène Roger Louret, Olympia
- 1992 : Passez me voir à l'occasion de Pierre Palmade, mise en scène Roger Louret, La Cigale
- 1993 : Ma sœur est un chic type de Pierre Palmade
- 1995 : Mon spectacle s'appelle reviens ! de Pierre Palmade
- 1996 : Ils s'aiment de Pierre Palmade et Muriel Robin, avec Michèle Laroque, mise en scène Muriel Robin
- 1999 : Vous m'avez manqué de Pierre Palmade
- 2000 : Premiers Adieux de Pierre Palmade
- 2001 : Ils se sont aimés de Pierre Palmade et Muriel Robin, avec Michèle Laroque, mise en scène Muriel Robin, théâtre de la Porte-Saint-Martin
- 2005 : Si c'était à refaire de Laurent Ruquier, mise en scène Jean-Luc Moreau, théâtre des Variétés
- 2006 : Pierre et Fils de Pierre Palmade et Christophe Duthuron, mise en scène Christophe Duthuron, théâtre des Variétés
- 2008 : Le Comique de Pierre Palmade, mise en scène Alex Lutz, théâtre Fontaine
- 2010 : J'ai jamais été aussi vieux de Pierre Palmade, Le Palace, théâtre des Bouffes-Parisiens
- 2011 : L'Amour sur un plateau d'Isabelle Mergault, mise en scène Agnès Boury, théâtre de la Porte-Saint-Martin
- 2012 : Ils se re-aiment de Pierre Palmade, avec Michèle Laroque
- 2013 : Le Fils du comique de Pierre Palmade, théâtre Saint-Georges
- 2015 : Home de David Storey, mise en scène Gérard Desarthe, théâtre de l'Œuvre
- 2016 : Ils s'aiment depuis 20 ans, best-of des 3 précédents spectacles, avec Michèle Laroque ou Muriel Robin[75]
- 2017 : Aimez-moi de Pierre Palmade, mise en scène Benjamin Guillard, théâtre du Rond-Point
- 2019 : Le Lien de François Bégaudeau, mise en scène Panchika Velez, théâtre Montparnasse
- 2020 : Assume, bordel ! de Pierre Palmade, mise en scène Pierre Palmade, théâtre du Marais
- 2020 : Treize à table de Marc-Gilbert Sauvajon, mise en scène Pierre Palmade, théâtre Saint-Georges
- 2022 : Pierre Palmade and Friends

### En tant qu'auteur
- 1989 : Les majorettes se cachent pour mourir, avec Muriel Robin, qui est nommée au Molière de la révélation théâtrale
- 1991 : Pièce montée, mise en scène Blandine Harmelin, avec Jacqueline Maillan à la Comédie des Champs-Élysées
- 2007 : Fugueuses (écrit avec Christophe Duthuron), avec Line Renaud et Muriel Robin, mise en scène Christophe Duthuron, Théâtre des Variétés.
- 2018 : Paprika, mise en scène Jeoffrey Bourdenet, avec Victoria Abril au théâtre de la Madeleine

Pierre Palmade est l'auteur de tous ses sketches et des pièces dans lesquelles il a joué (cf. section En tant qu'acteur) et a participé à l'écriture de spectacles de Muriel Robin (Tout m'énerve, dont les sketchs célèbres comme « L'Addition », « Le Noir » et « Le Répondeur »), et de Jean-Marie Bigard (Oh Ben oui).

## Filmographie

### Cinéma
- 1991 : On peut toujours rêver de Pierre Richard : Frédéric de Boilesve
- 1994 : Je t'aime quand même de Nina Companeez : Vincent
- 1996 : Oui d'Alexandre Jardin : Octave
- 1999 : Astérix et Obélix contre César de Claude Zidi : le barde Assurancetourix
- 2004 : Au secours, j'ai 30 ans ! de Marie-Anne Chazel : Yann
- 2005 : L'Anniversaire de Diane Kurys : Jacques Leroy
- 2006 : Astérix et les Vikings de Stefan Fjeldmark et Jesper Møller : Cryptograf (voix)
- 2008 : Sagan de Diane Kurys : Jacques Chazot
- 2008 : Le Plaisir de chanter, d'Ilan Duran Cohen : l'animateur radio
- 2009 : Incognito d'Éric Lavaine : lui-même
- 2018 : Brillantissime de Michèle Laroque : le patient 3 (sur la barque)
- 2021 : Les Méchants de Mouloud Achour et Dominique Baumard

### Télévision
- 1988-1994 : La classe
- 1991-1992 : Double Jeu
- 1999-2005 : Tout le monde en parle
- 1999 : H, Canal+
- 2001 : La Cape et l'Épée
- 2004 : Trois pères à la maison
- 2010 : À 10 minutes de la plage
- 2010 : Hero Corp
- 2010-2011 : Le Grand Restaurant
- 2011 : On n'demande qu'à en rire
- 2012 : Scènes de ménages : ce soir, ils reçoivent
- 2013 : Top Chef
- 2013 : Muriel Robin fait son show
- 2016 : L'Entreprise
- 2020 : I Love You coiffure : Jean-Marc
- 2021 : Le Grand Restaurant : Réouverture après travaux
- 2021 : Astrid et Raphaëlle (épisode L'étourneau)
- 2021 : Le Grand Restaurant : La Guerre de l'étoile
- 2022 : Tous Inconnus de Nicolas Hourès :  Lui-même
- 2022 : Ils s'aiment... enfin presque ! d'Hervé Brami : François

#### Émissions
- 1988 : La Classe sur FR3 : pensionnaire
- 2005 : Rendez-vous en terre inconnue sur France 5 : participant
- 2005 : La Ferme Célébrités (saison 2) sur TF1 : invité 1 semaine
- 2007 : Made in Palmade sur France 3 : animateur
- 2009 : Le Top 50 du rire sur TF1 : animateur avec Michèle Laroque
- 2011 : On n'demande qu'à en rire sur France 2 : sketch La fête du Scrabble de Babass
- 2013 : Top Chef sur M6 : juge invité
- 2022 : Mask Singer (saison 3) sur TF1 : candidat
- 2022-2023 : La Fine équipe sur France 2 : animateur

## Discographie

### Chanteur
- 2013 : Interdit aux moins de 30 ans

### Auteur
- 2015 : A.D.N. de Rose Laurens

## Publications
- C'est grave mais pas sérieux, Le Seuil, 1999  (ISBN 978-2020207720)
- Tu préfères… à vie, avec Gérard Darmon, éditions Michel Lafon, 2000  (ISBN 978-2290353745)
- Dites à mon père que je suis célèbre, éditions HarperCollins, 2019  (ISBN 9791033903284)

## Distinctions

### Décoration
Chevalier de l'ordre national du Mérite (sur le portefeuille du ministère de la Culture, 2008) — en février 2023, après le grave accident de la circulation causé par Pierre Palmade, une pétition a été lancée pour qu'il soit radié de l'ordre.

### Hommage
Le 25 octobre 2021, une statue de cire de Pierre Palmade a été inaugurée au musée Grévin. Elle en a été retirée en février 2023 en raison de nombreuses plaintes consécutives au grave accident de la circulation provoqué par l'artiste,.